# Antoni Ros i Güell
Antoni Ros i Güell (1877-1954) es un pintor español nacido en San Martín de Provensals –municipio que sería agregado a Barcelona el año 1897- y murió en Badalona, ciudad a la que estaría muy vinculado desde que heredó una masía familiar, Can Miravitges, donde vivió y donde tenía su taller. Ros i Güell estudió pintura en la Escuela Oficial de Bellas Artes de Barcelona –conocida como la Lonja- entre los años 1891 y 1896 y completó su formación con una estancia en París –donde trabajó en el taller de un decorador- y en Roma hacia finales del siglo XIX.
Durante la primera década del siglo XX, en pleno auge del Modernismo, Ros i Güell destacó ya como pintor paisajista, iniciando el año 1903 una serie de exposiciones en la prestigiosa galería barcelonesa Sala Parés. Hasta los años treinta, paralelamente a las exposiciones en otras salas, participará en diversas Exposiciones Nacionales con frecuencia, así como en algunas Exposiciones Universales, en una época donde triunfa fundamentalmente el género paisajista, al que este pintor se dedicará de forma casi exclusiva.

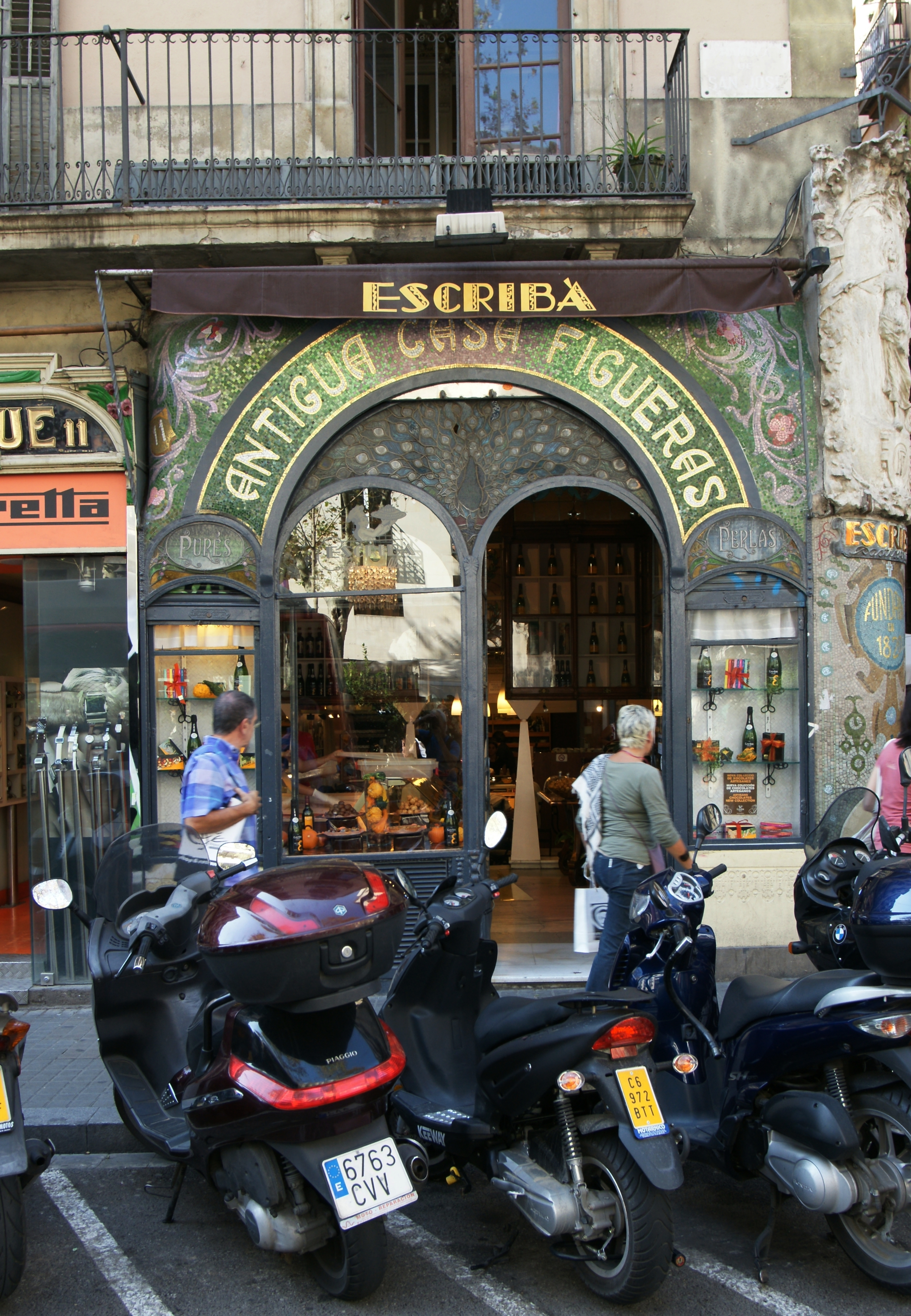
Antigua Casa Figueras, Barcelona.

Debe recordarse también su faceta como proyectista arquitectónico, ya que diseñó la decoración del establecimiento modernista, visible aún en las Ramblas de Barcelona, la “Antigua Casa Figueras”. Ros i Güell fue objeto el 2004 de un estudio y de una exposición antológica en Badalona, que reunió unas sesenta obras procedentes de colecciones particulares y de la colección del Museo de Badalona, la institución que más obras possee del pintor.
Paralelamente a su actividad pictórica, Ros i Güell trabajará como escenógrafo en los talleres de conocidos profesionales del mundo del teatro, como Fèlix Urgellès, y también con Luis Graner, pintor y empresario teatral, e igualmente se ocupará de los decorados de al menos cuatro films de Fructuós Gelabert y Magí Murià, directores del cine pionero catalán. También se conoce su contribución al pesebrismo monumental y a los dioramas.